# جيوفري ميلر (عالم نفس)
جيوفري ميلر (بالإنجليزية: Geoffrey Miller)‏ هو عالم نفس أمريكي، ولد في 1965 في سينسيناتي في الولايات المتحدة.